# Сембратович Лев Ісидор
о. Лев Ісидор Сембратович (16 лютого 1880, Львів — 28 червня 1939, Оберн, штат Нью-Йорк, США) — український релігійний і громадський діяч в США і Канаді, священник УГКЦ, військовий капелан.

## Життєпис
Народився у Львові в сім'ї Михайла Сембратовича і Анни з роду Воєвудка. У 12-тирічному віці (1892 р.) поступив на навчання до Грецької Колегії святого Атанасія в Римі, де провчився до 1897. Коли того ж року для українців була заснована Колегія св. Йосафата, перевівся до цієї колегії і був відповідно одним із перших її студентів. У Римі пройшов повний курс семінарійного навчання (граматика, гуманістика, філософія і богослов'я). Закінчив студії в 1902 році. Висвячений на одруженого священника в 1904 році Митрополитом Андреєм Шептицьким. По висвяченні рік був настоятелем дяківської бурси, а з 1906 — захристіянин на парафії Архикатедральній митрополичій церкві св. Великомученика Юрія у Львові, через рік — сотрудник там же.
1907 року призначений для душпастирської праці до США: Буффало (1907), Маунт Кармель (1907—1908), Рочестер (1909—1910). Переведений до Канади в Портедж-ла-Прері, де з перервами перебував до 1921 року, бо в 1915—1916 обслуговував Брантфорд, а 1921 — Монреаль.
В 1914 році призначений прокуратором греко-католицького канадійського єпископа у Відні (парафія при церкві Святої Варвари). Коли того ж року прибув у рідні сторони відвідати родичів, застала його Перша світова війна і він був призначений капеланом до 15 полку австрійської армії. Потім, коли вдруге приїхав до Галичини, то був інтернований поляками (1919). Після звільнення — член місії УНР у справах українських полонених в Італії, пізніше член місії ЗУНР до Канади.
Після повернення на Американський континент був священиком у США: Ньюарк (1922), Детройт (1922—1938) і з 1938 — Оберн, де й помер 28 червня 1939 року.

### Твори
Переклав Святу Літургію на англійську мову і склав молитовник для українців-католиків англійською мовою.
Серед праць: Як прийшло до іменованя нашого першого епископа в Америці, Ювилейний альманах української греко-католицької церкви у Злучених Державах, 1884—1934. (Філадельфія, Пенсильванія: 1935).

## Нагороди
- Духовний хрест заслуг ІІ ступеня на біло-червоній стрічці (нім. Geistliches Verdienstkreuz 2. Klasse am weissroten Bande)[8]
- Бронзова медаль «За військові заслуги» на стрічці Хреста військових заслуг (нім. Bronzene Militärverdienstmedaille am Bande des Militärverdienstkreuzes)[8]